# Cannectancourt
Cannectancourt település Franciaországban, Oise megyében. Lakosainak száma 517 fő (2022. január 1.). Cannectancourt Chevincourt, Élincourt-Sainte-Marguerite, Évricourt, Machemont, Ribécourt-Dreslincourt, Thiescourt és Ville községekkel határos.

## Népesség
A település népességének változása:
| Lakosok száma | 531  | 520  | 521  | 510  | 506  | 502  | 513  | 515  | 517  |
|               | 2013 | 2015 | 2016 | 2017 | 2018 | 2019 | 2020 | 2021 | 2022 |